# Pregarje
Pregarje so naselje v Občini Ilirska Bistrica.

## Znani vaščani
- Albin Bubnič
- Ivan Tomažič (duhovnik)